# Biriuczewo (rejon szeksniński)
Biriuczewo (ros. Бирючево) – wieś w Rosji, w rejonie szeksnińkim obwodu wołogodzkiego. W 2010 r. liczyła 3 mieszkańców.